# خانه ماوس
خانه ماوس (به انگلیسی: House of Mouse) یک مجموعه تلویزیونی پویانمایی آمریکایی از انیمیشن تلویزیونی والت دیزنی است که در ابتدا برای سه فصل از تون دیزنی از ۱۳ ژانویه ۲۰۰۱ تا پایان آن در ۲۴ اکتبر ۲۰۰۳ پخش شد. این نمایش بر روی میکی ماوس و دوستانش تمرکز دارد که یک کلوپ شام تئاتر کارتونی را در شهر داستانی تون تاون اداره می‌کنند و از بسیاری از شخصیت‌های کارتون‌ها و فیلم‌های پویانمایی دیزنی پذیرایی می‌کنند و در عین حال انواع فیلم‌های کوتاه کارتونی خود را به نمایش می‌گذارند. از این مجموعه پنجاه و دو قسمت تولید شد. این سریال از یک نام مستعار یا لقب رایج برای شرکت والت دیزنی نامگذاری شده‌است.
این مجموعه پویانمایی یک اسپین‌آف از مجموعه کوتاه محبوب دیزنی میکی ماوس کار می‌کند است و شامل بسیاری از فیلم‌های کوتاه و همچنین مجموعه‌ای از فیلمهای کوتاه کاملاً جدید است. فیلمهای کوتاه کلاسیک میکی ماوس، گوفی و اردک دونالد از دهه‌های ۱۹۳۰ تا ۱۹۵۰ نیز گهگاه دیده می‌شدند، به‌ویژه در اواخر دورهٔ سریال که تعداد محدودی از فیلمهای ماوس کار می‌کند تقریباً تمام شده بود.
نمایش عموماً مورد استقبال قرار گرفت و به موفقیت بزرگی برای دیزنی تبدیل شد. در طول زمان خود، این مجموعه پویانمایی دو نامزدی جوایز داشت، در حالی که اعضای منتخب بازیگران دو جایزه را برای بازی خود به عنوان شخصیت در خانه ماوس دریافت کردند. این مجموعه دارای دو فیلم ویژه بود - کریسمس جادویی میکی: برف در خانه ماوس و خانه شروران میکی - به همراه یک ماراتن تمام شبانه خانه ماوس که در سپتامبر ۲۰۰۲ از تون دیزنی با عنوان «شب یک هزار تون» پخش شد.

## طرح کلی مجموعه

میکی ماوس و دوستانش با هم کلوپ شبانه خانه ماوس را اداره می‌کنند.

فرض اصلی نمایش بر روی میکی ماوس و دوستانش تمرکز دارد که یک کلوپ تئاتر شام را در مرکز شهر تون تاون اداره می‌کنند. این کلوب که توسط ساکنان، مکانی محبوب در نظر گرفته می‌شود، توسط شخصیت‌های زیادی از پویانمایی‌های دیزنی بازدید می‌شود. یکی از ویژگی‌های قابل توجه این مجموعه این است که تمام فیلم‌های تولید شده توسط استودیو انیمیشن والت دیزنی قبل از شروع مجموعه (بین و شامل سفید برفی و هفت کوتوله و آتلانتیس: امپراتوری گمشده، به استثنای دایناسور) در این مجموعه، همراه با چندین برنامه تلویزیونی انیمیشن دیزنی نمایش داده می‌شود. چنین شخصیت‌هایی بیشتر به‌عنوان مهمان‌های پرداخت‌کننده کلوب ظاهر می‌شوند و تعداد کمی در قسمت‌ها بسته به فیلمنامه‌هایی که برای صداپیشه‌ها ارائه می‌شود، صداپیشگی می‌کنند، اگرچه تعدادی از آنها گاهی اوقات به عنوان مجری کلوب عمل می‌کنند. این مجموعه پویانمایی همچنین به دلیل گنجاندن بسیاری از شخصیت‌های نسبتاً مبهم و به ندرت استفاده شده دیزنی، که اغلب برای اولین بار با بخش‌های سخنگو همراه است، قابل توجه است - برای مثال، بیگ بد ولف و آپریل، می و جون، که اغلب در دیزنی ظاهر شده بودند. این نمایش همچنین برخی از شخصیت‌هایی را که برای کارتون‌های تلویزیونی دیگر و جاذبه‌های پارک موضوعی خلق شده‌اند به نمایش می‌گذارد، اما این نمایش‌ها بسیار اندک بودند.
هر قسمت بر داستانی متمرکز است که میکی و همکارانش با مشکلی در طول شبانه روز کلوب با مشکل مواجه می‌شوند و تلاش‌های آنها برای غلبه بر آن - رایج‌ترین طرح اپیزودها شامل این است که گروه با مشکل جدی ناشی از پیت در تلاش‌هایش برای مقابله با آن برخورد می‌کند که می‌خواهد کلوب را تعطیل و از آن برای منافع خود استفاده کند. این داستان‌ها، که اغلب شامل اتفاقات مسخره‌آمیز می‌شدند، به عنوان حلقه‌ای برای فیلمهای کوتاه کارتونی که در بین صحنه‌ها پخش می‌شد، عمل می‌کردند و موضوع داستان به خطوط داستانی کارتون‌های کوتاه نشان داده شده در قسمت کمک می‌کرد. کارتون‌های کوتاه در قسمت‌هایی پخش می‌شد که بر عناصر کارتون‌های تئاتر کلاسیک دهه‌های ۱۹۳۰، ۱۹۴۰ و ۱۹۵۰ متمرکز بود، اگرچه بیشتر آن‌ها نسخه‌های تکراری از کارهای میکی ماوس و داستانی ساده را به نمایش می‌گذاشتند. برخی از داستان‌ها با موضوع خاصی برای یک شخصیت خاص تنظیم شده بودند، اما با سناریوهای متفاوت - برای مثال، یک مجموعه بر روی میکی متمرکز بود که به دنبال نجات مینی از دست پیت بود، در حالی که مجموعه دیگری بر تلاش‌های پلوتو تمرکز داشت.

## قسمت‌ها
| فصل | فصل    | قسمت‌ها | پخش اصلی        | پخش اصلی       | پخش اصلی     |
| فصل | فصل    | قسمت‌ها | اولین پخش       | آخرین پخش      | شبکه         |
| --- | ------ | ------ | --------------- | -------------- | ------------ |
|     | ۱      | ۱۳     | ۱۳ ژانویه ۲۰۰۱  | ۱۴ آوریل ۲۰۰۱  | ای‌بی‌سی       |
|     | ۲      | ۱۳     | ۲۲ سپتامبر ۲۰۰۱ | ۱۸ مه ۲۰۰۲     | ای‌بی‌سی       |
|     | ۳      | ۲۶     | ۲ سپتامبر ۲۰۰۲  | ۲۴ اکتبر ۲۰۰۳  | تون دیزنی    |
|     | فیلم‌ها | ۲      | ۳ سپتامبر ۲۰۰۲  | ۳۱ دسامبر ۲۰۰۲ | فیلم ویدئویی |